# Анкхан Калаянапхонг
Анкхан Калаянапхонг (тайск.: อังคาร กัลยาณพงศ์, 13 февраля 1926 года, Накхонситтхаммарат, Таиланд — 25 августа 2012 года, Бангкок, Таиланд) — известный тайский поэт, художник. В 1986 году получил литературную премию СЕАТО. В 1989 году получил звание Народного артиста Таиланда.

## Детские годы, образование
Анкхан Калаянапхонг родился в провинции Накхонситтхаммарат на юге Таиланда. В старших классах школы он начал писать стихи. После школы Ангкхан поступил в университет Синлапакон, где одним из его преподавателей был основатель университета известный итальянский архитектор и скульптор Синлапа Пхираси (настоящее имя — Коррадо Ферочи).

## Карьера
В 1950-х гг. он стал публиковать свои работы. Новатор в тайской поэзии. По словам многих литературоведов, именно Калаяанапхонг соорудил мостик между традиционным тайским подходом и новыми тенденциями. В своих стихотворениях поэт использовал разговорную лексику, неологизмы, англицизмы, ввел моду на парадоксы и оксюмороны. Занимался не только созданием стихотворений, но и живописью. Его работы получили признание как в Таиланде, так и за рубежом.
В своих стихотворениях подчеркивал идею вечной божественной красоты и вечного мира. Кроме того, придавал особое значение классическому буддийскому мировоззрению. Идеализировал историческое прошлое Таиланда. По мнению поэта, период Королевства Аютия — золотые годы Таиланда, Аютия- пример идеального государства.
Одним из ярких произведений Ангкхана Калаянапхонга считается поэма «Бангкок — Таиланд», в которой он критикует современное тайское общество. Похожая тема была затронута и в стихотворении «Черпать море ложкой».
В сборнике стихотворений «Ежегодные подношения» поднимает тему экологии, критикует правительство за расхищение национальных богатств Таиланда. По мнению поэта, природа должна оставаться в своем первозданном виде.
Многие общественные и политические деятели не понимали и не принимали творчество Анкхана Калаяанапхонга. Тем не менее, современное литературное сообщество Королевства Таиланд не могло не восхвалять талантливого творца: Анкхан несколько раз становился лауреатом местных литературных премий. Награждение на литературной премии СЕАТО в 1986 году стало очередным подтверждением его профессионализма и таланта.

## Личная жизнь
Ангкхан был женат, у него было трое детей (сын и две дочери). В 2006 году он поддержал «желторубашечников», которые протестовали против премьер-министра Таиланда Таксина Чинавата и требовали его отставки.
В 2012 году Ангкхан скончался в одной из больниц Бангкока.